# Bingo Airways
Bingo Airways (kod linii ICAO: BGY) – polska czarterowa linia lotnicza. Główną bazą operacyjną firmy było Lotnisko Chopina w Warszawie. Pozostałe porty będące głównymi lotniskami operacyjnymi to port lotniczy Katowice-Pyrzowice  oraz port lotniczy Poznań-Ławica. Linia operowała również z innych polskich portów lotniczych. Bingo Airways dysponowała czterema samolotami typu Airbus A320. Linia planowała wejść w posiadanie kolejnego samolotu, a w dalszej przyszłości nawet 10 maszyn. W rozwoju linii miało pomóc dokapitalizowanie przez Travel Holding International, który posiadał 50% udziałów w firmie.
W styczniu 2014 roku linia zapowiadała, że rozważa wejście na rynek przewozów regularnych, nie wyjawiając jednak, ani gdzie będzie latać, ani jaki model biznesowy przyjmie - taniej czy regularnej linii lotniczej. Informacje te były o tyle interesujące, że firma pozbywała się w tym czasie 2 ostatnich swoich samolotów.

## Flota
W latach 2012–2014 firma posiadała 4 samoloty typu Airbus A320.

## Kierunki lotów
W czasie wykonywania działalności przewoźnik wykonywał loty do:

## Dane adresowe
Siedziba rejestrowa:
Bingo Airways Sp. z o.o. ul. Poleczki 21 02-822 Warszawa